# Ліберман Лев Якович
Ліберман Лев Якович (також Любимов Лев Якович, рос. Любимов (Либерман} Лев Яковлевич; 1879 — 1937) — економіст. Доктор наук, професор Харківського й Московського університетів. Репресований.

## Родина
Дружина Ліберман Марія Самійлівна

## Праці
- Женское движение и социализм
- Аграрный вопрос
- Социализм и кооперация
- Курс политической экономии
- Учение о ренте. — Москва-Ленинград, 1927.
- Земельная рента
- Азбука Политической экономии (начальный курс). — Москва: Госиздат, 1925. — 240 с.